# Krummstab (Pflanze)
Der Krummstab (Arisarum vulgare), genauer Gemeiner Krummstab genannt, ist eine Pflanzenart aus der Gattung Krummstab (Arisarum) innerhalb der Familie der Aronstabgewächse (Araceae). Der deutschsprachige Trivialname Krummstab bezieht sich auf die optische Ähnlichkeit zum bischöflichen Insigne, dem Krummstab.

## Beschreibung

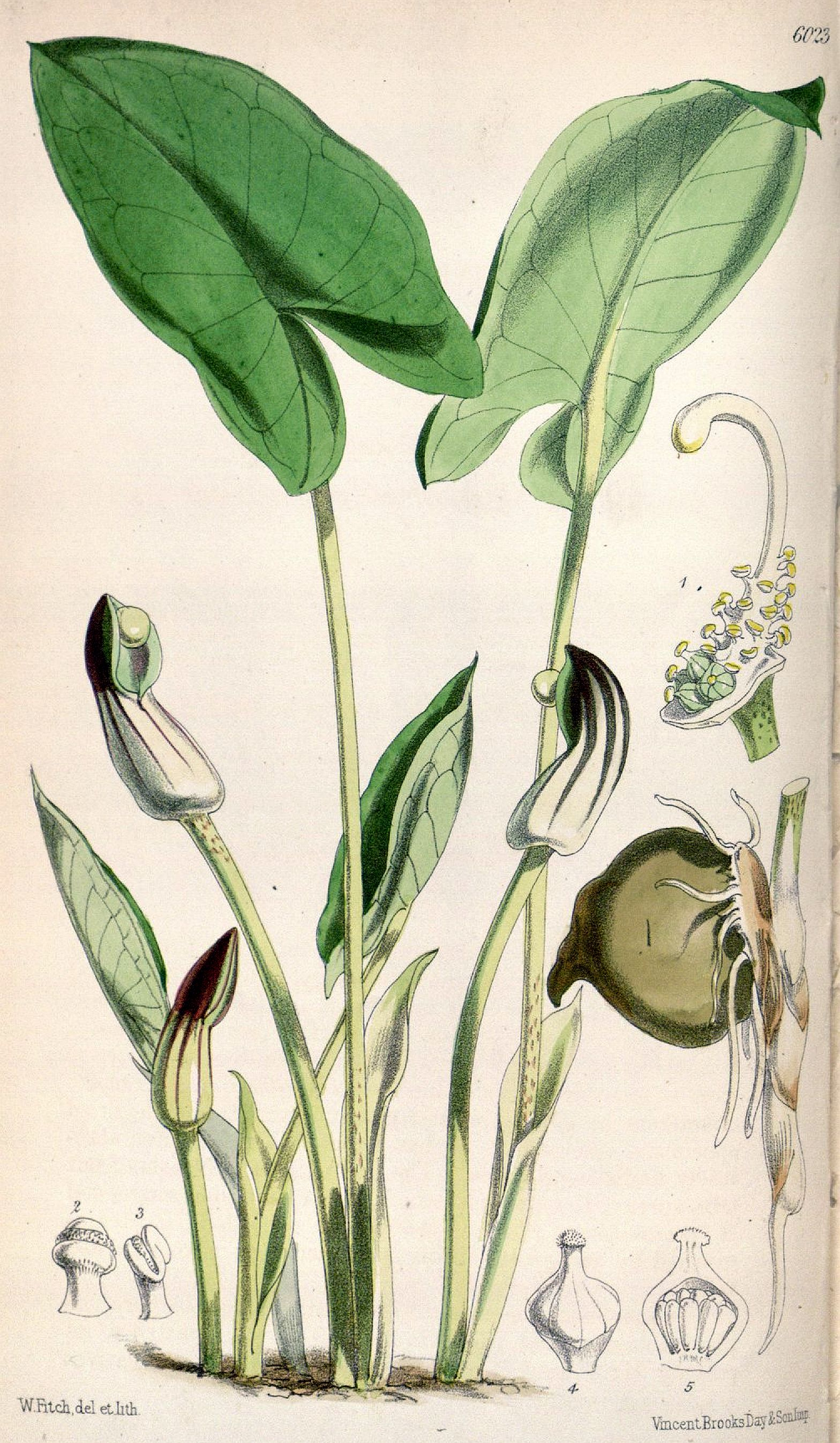
Illustration aus Curtis Botanical Magazine, Volume 99, 1873, Tafel 6023

### Vegetative Merkmale
Der Krummstab ist eine ausdauernde krautige Pflanze, die Wuchshöhen von 10 bis 30 Zentimetern erreicht. Sie bildet Knollen als Überdauerungsorgane.
Die nur grundständigen Laubblätter sind in Blattstiel und Blattspreite gegliedert. Der Blattstiel ist relativ lang. Die einfache Blattspreite ist bei einer Länge von etwa 15 Zentimetern sowie einer Breite von bis zu 12 Zentimetern eiförmig mit pfeilförmiger Spreitenbasis.

### Generative Merkmale
Die Blütezeit reicht je nach Standort von Oktober bis Mai. Der Blütenstand ist etwa so lang wie der oft purpurviolett gesprenkelte Blütenstandsschaft. Das einzelne Hochblatt (Spatha) ist unten zu einer braunvioletten oder olivgrün gestreiften Röhre verwachsen und ist etwa 5 Zentimeter lang. Der obere Teil ist offen und helm- oder kapuzenförmig nach vorn gekrümmt. Der grünliche Blütenkolben (Spadix) ist nach vorne gekrümmt und ragt aus der Röhre hervor.
Der Krummstab ist einhäusig getrenntgeschlechtig (monözisch). Die etwa 20 männlichen Blüten befinden sich über den vier bis sechs weiblichen, wobei sterile Blüten gänzlich fehlen.
Die Beeren sind grün.
Die Chromosomenzahl beträgt 2n = 56.

## Ökologie
Die Bestäubung erfolgt durch Insekten.

## Vorkommen
Das Verbreitungsgebiet umfasst den gesamten Mittelmeerraum, von Südeuropa und Nordafrika bis Transkaukasien, dazu die Azoren, Kanaren und Madeira.
Arisarum vulgare gedeiht vor allem auf Brachflächen, Garigues, aber auch auf Kulturland wie Ölbaumbeständen sowie in Wäldern. Die Standorte sind meist schattig.

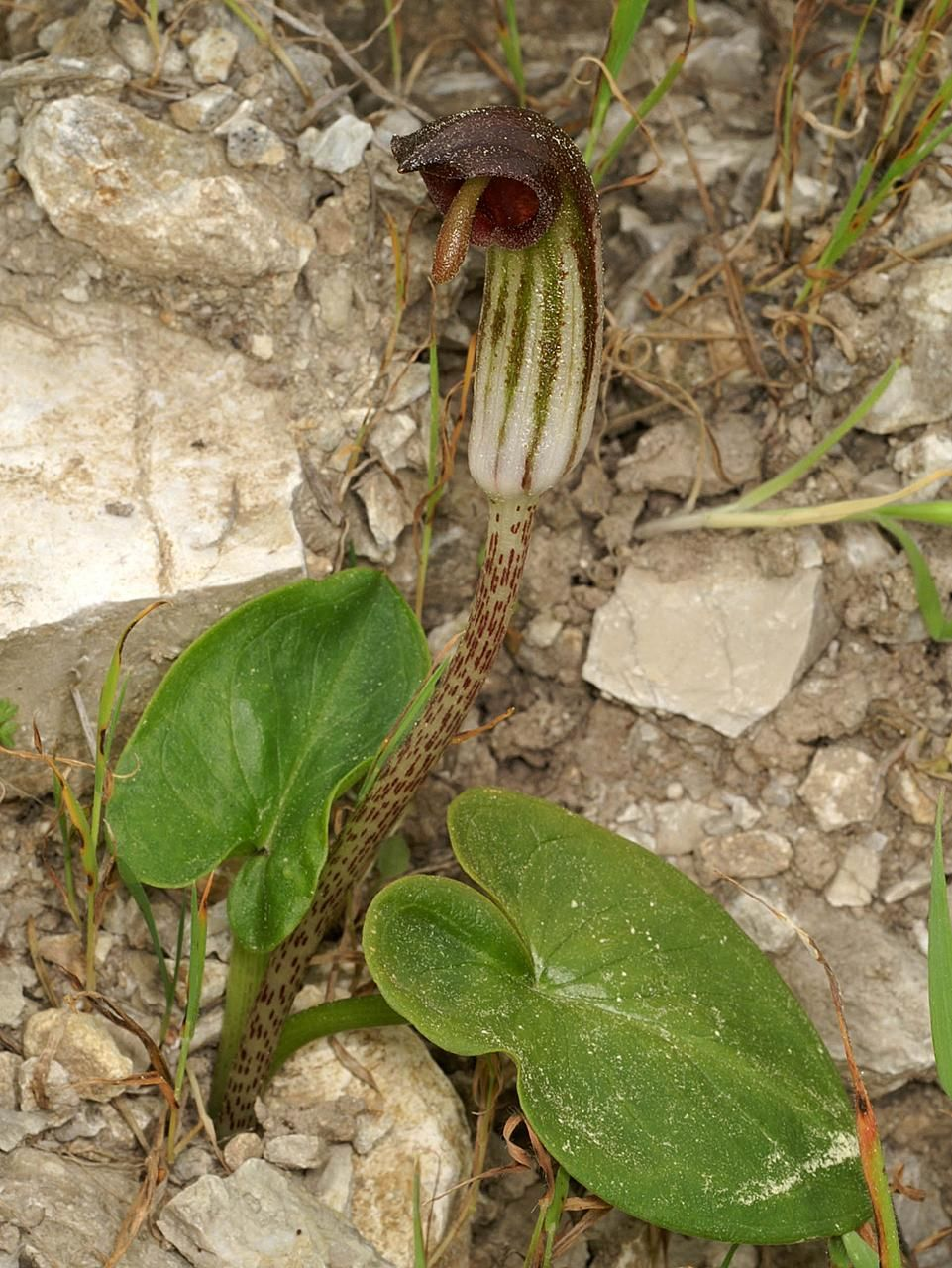
Habitus, Laubblätter und Blütenstand

## Systematik
Die Erstbeschreibung von Arisarum vulgare erfolgte 1810 durch Giovanni Targioni Tozzetti in Octaviani Targioni Tozzetti Observationum Botanicarum Decas Tertia, Quarta, & Quinta. Annali del Museo Imperiale di Fisica e Storia Naturale di Firenze, 2 (2), S. 21–124, Tafel VI–XIII.
Von der Art Arisarum vulgare Targ.Tozz. (Syn.: Arisarum incurvatum Holmboe) gibt es je nach Autor mehrere Unterarten:
- Arisarum vulgare subsp. clusii (Schott) K.Richt.: Sie kommt auf den Kanaren und in Nordafrika vor.[4]
- Arisarum vulgare subsp. hastatum (Pomel) Dobignard: Sie kommt nur in Algerien und Marokko vor.[4]
- Arisarum vulgare Targ.Tozz. subsp. vulgare (Syn.: Arisarum vulgare subsp. veslingii (Schott) K.Richt.): Sie kommt in Madeira, auf den Azoren, in Spanien, auf den Balearen, in Frankreich, auf Korsika, Sardinien, Italien, im früheren Jugoslawien, Albanien, Griechenland, Sizilien, Kreta, auf Inseln in der Ägäis, auf Zypern, in der Türkei, im Kaukasusraum, auf der Sinai-Halbinsel, im Gebiet von Syrien sowie Libanon und im Gebiet von Jordanien sowie Israel vor.[4]

In Südspanien, auf den Balearen, in Portugal, Algerien und Marokko wird die Unterart
- Arisarum vulgare subsp. simorrhinum (Durieu) Maire & Weiller abgetrennt.[5] Sie wird aber auch als eigene Art (Arisarum simorrhinum Durieu) angesehen[4]. Der Blütenstand ist bei dieser Unterart bzw. Art viel kürzer als der Blütenstandsschaft. Hochblatt und Blütenkolben sind aufrecht. Letzterer ist an der Spitze verdickt, so dass die Öffnung des Hochblattes mehr oder weniger verschlossen ist.

## Nutzung
Die unterirdischen Pflanzenteile wurden gegessen. Alle Pflanzenteile, die gegessen werden sollen, müssen wegen des hohen Anteils an Oxalatkristallen vorher gekocht werden.